# Новоегорьевское (Алтайский край)
Новоего́рьевское — село в Алтайском крае, административный центр Егорьевского района и Новоегорьевского сельсовета.

## Название
В книге «Ойконимический словарь Алтая» приводится разъяснение о том, как возникло название села. Из рассказов старожилов, наименование связано с антропонимом – фамилией одного из первых переселенцев, Василием Егоровым. Часть названия «Ново-» была присоединена к уже существовавшему ойкониму. Со слов жителей села записано: «Первые поселенцы села Новоегорьевское прибыли в 1882 г. Одним из них был Василий Егоров. В честь его и решили назвать наше село. Но когда приехал землемер из Змеиногорска нарезать земли он, узнав пожелание сельчан назвать село Егоровкой, заявил, что такое село уже есть. Вот и решили назвать Новоегорьевка».

## География
Расположено к юго-западу от Барнаула на южной оконечности озера Горькое-Перешеечное.

## История
Основано в 1882 г. В 1928 г. состояло из 1170 хозяйств, основное население — русские. Центр Ново-Егорьевского сельсовета Рубцовского района Рубцовского округа Сибирского края. В 1931 г. состояло из 1384 хозяйств, центр сельсовета Рубцовского района.

## Население
| 1926  | 1931  | 1939  | 1959  | 1970  | 1979  |
| ----- | ----- | ----- | ----- | ----- | ----- |
| 6568  | ↘6108 | ↘5657 | ↗5929 | ↘5510 | ↗5740 |
| 1989  | 1997  | 1998  | 1999  | 2000  | 2001  |
| ↗5985 | ↗6075 | ↗6139 | ↗6218 | ↗6251 | ↗6341 |
| 2002  | 2003  | 2004  | 2005  | 2006  | 2007  |
| ↘6191 | ↘6139 | ↘6137 | ↘6074 | ↘6028 | ↘5935 |
| 2008  | 2009  | 2010  | 2011  | 2012  | 2013  |
| ↗5936 | ↘5911 | ↘5794 | ↘5772 | ↘5660 | ↘5596 |
| 2021  |       |       |       |       |       |
| ↘5020 |       |       |       |       |       |

## Инфраструктура
На территории райцентра расположен хлебозавод, коммунальные предприятия, ДК, музей, медицинские учреждения, общеобразовательная средняя школа, дошкольные образовательные учреждения, стадион и спорткомплекс.

## Транспорт
Новоегорьевское связано с Барнаулом, другими городами и районами автодорогами. Расстояние до ближайшей железнодорожной станции города Рубцовска 40 км.

## Топографические карты
- Лист карты M-44-III. Масштаб: 1 : 200 000. Указать дату выпуска/состояния местности.